# Queenie Thomas

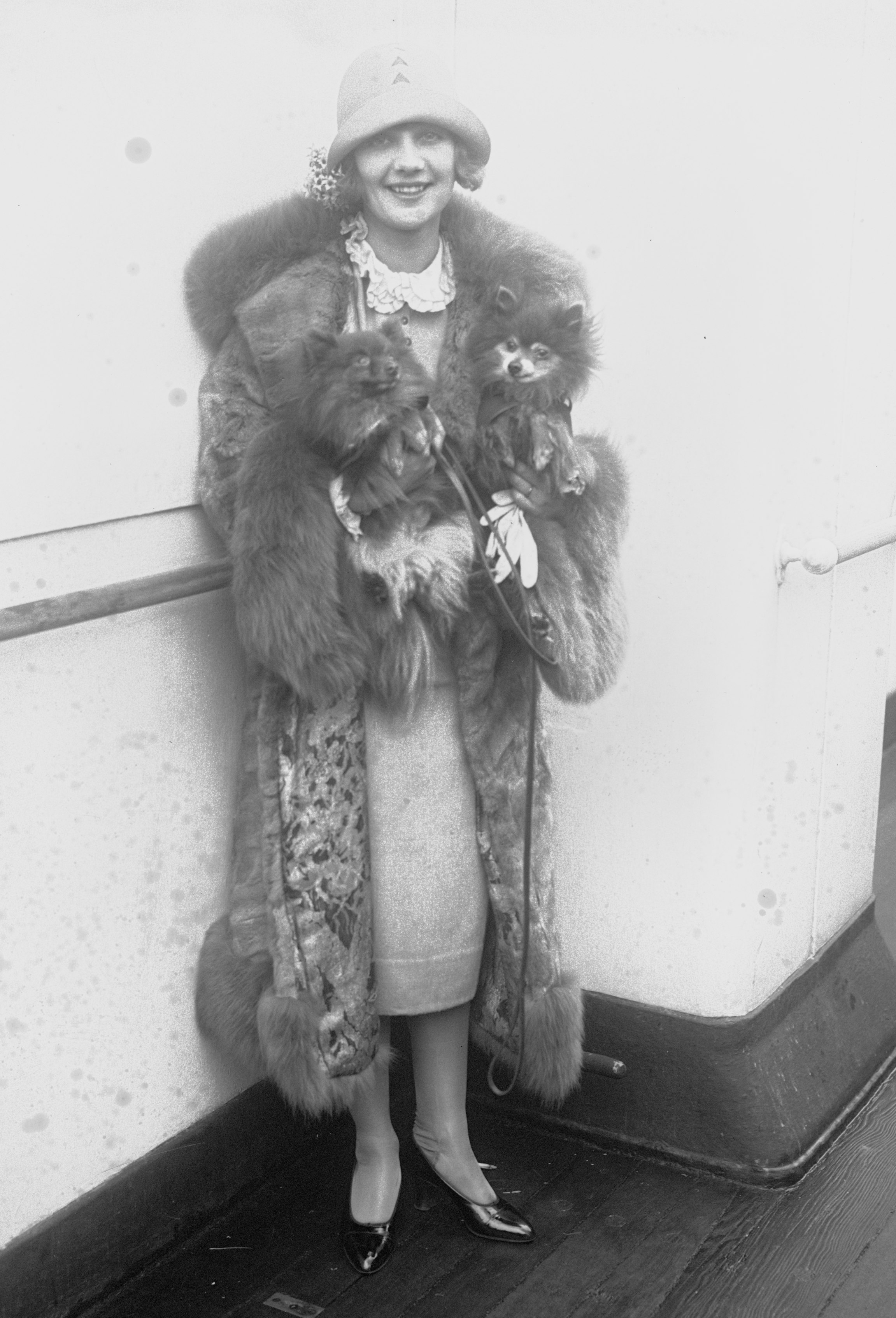
Queenie Thomas

Queenie Thomas (18 de junho de 1898 – 1977) foi uma atriz britânica da era do cinema mudo.

## Filmografia selecionada
- Rock of Ages (1918)
- What Would a Gentleman Do? (1918)
- The School for Scandal (1923)
- Straws in the Wind (1924)
- The Gold Cure (1925)
- The Last Witness (1925)
- Safety First (1926)
- Warned Off (1930)